# Maelstrom

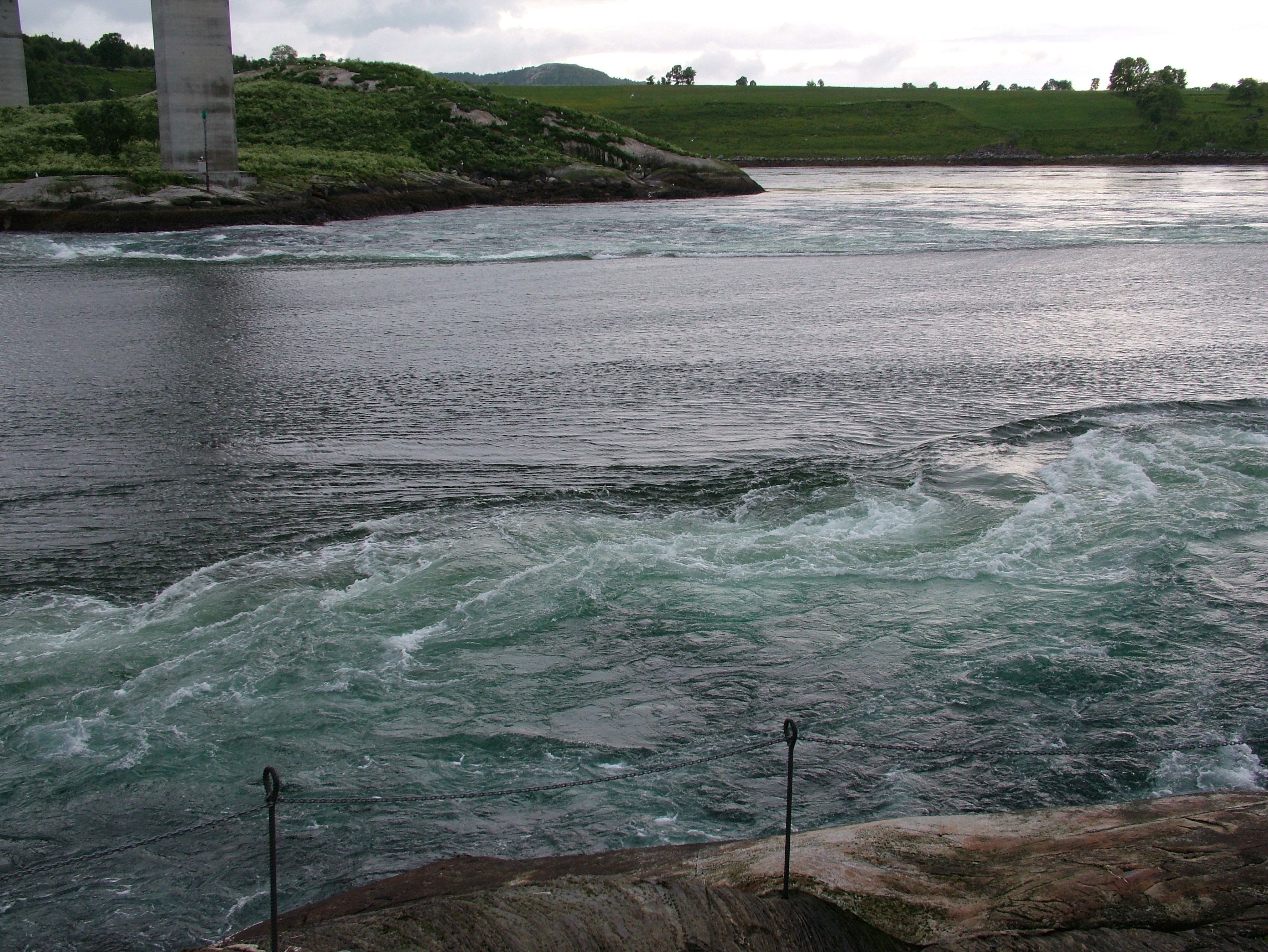
Maelstrom Saltstraumen.

Maelstrom, moskoëstrom, mælstrøm, mailström ou também moskstraumen é um grande turbilhão de água. Um dos primeiros usos da palavra escandinava se deu no conto "Uma descida ao Maelström" (A Descent into the Maelström), de Edgar Allan Poe. A palavra nórdica tem origem na língua neerlandesa, a partir da palavras "malen" (moer) e "stroom" (corrente).

## Tipos demaelstrom

### Moskstraumen
Descrito por Poe e outros, forma-se  nas costas meridionais do arquipélago norueguês das Lofoten, na província de Nordland, mediante a conjunção das fortes correntes que atravessam o estreito (chamado Moskenesstraumen), entre as ilhas daquele arquipélago, e a grande amplitude das marés. Mais precisamente, situa-se entre as ilhas Sørland e Værøy, na latitude dos 67° 48′ 05″ N, 12° 47′ 49″ L.

### Saltstraumen
É o mais forte maelstrom e ocorre a 30km da cidade de Bodø, na Noruega.

### Corryvreckan
É o terceiro maior maelstrom do mundo e ocorre no Golfo de Corryvreckan, entre as ilhas Jura e Scarba, na Escócia.